# Un día perfecto para los canguros
Un día perfecto para los canguros (カンガルー日和 Kangarū biyori?) es un cuento de Haruki Murakami, publicado en 1981 (revisado en 1991 y 2006), e incluido en el libro Sauce ciego, mujer dormida (2006 ; 2008 en castellano).

## Trama
Una joven pareja decide durante un mes cuál será el mejor día para ir al zoológico a ver una cría de canguro recién nacida, según ha publicado un periódico. El cuento parece más un divertimento autor que en su brevedad describe una escena de la visita al zoológico. No obstante, el último párrafo descoloca este relato aparentemente inocente.